# Meriç Aral
Meriç Aral (ur. 17 listopada 1988) – turecka aktorka.

## Życiorys
Ukończyła prawo na Stambulskim Uniwersytecie Bilgi, a następnie przez krótki czas pracowała jako asystentka przy filmach. Zadebiutowała jako aktorka w filmie Sultan w 2012 roku. Ponadto zagrała w takich produkcjach jak Medcezir, Söz i Oto właśnie my.

## Filmografia
| Seriale   | Seriale           | Seriale       |
| Rok       | Tytuł             | Rola          |
| --------- | ----------------- | ------------- |
| 2012      | Sultan            | Diyar         |
| 2013–2014 | Medcezir          | Hale          |
| 2016      | Yüksek Sosyete    | Ece           |
| 2017–2019 | Söz               | Eylem Mercier |
| Filmy     |                   |               |
| Rok       | Tytuł             | Rola          |
| 2013      | Balayı            |               |
| 2014      | Muska             | Melis         |
| 2014      | Unutursam Fısılda |               |
| 2015      | Hesapta Aşk       | Ezgi          |
| 2017      | Cingöz Recai      | Filiz         |
| 2018      | Yanımda Kal       | Zeynep        |
| 2020      | Oto właśnie my    | Beril         |